# Starfall
Starfall – trzeci album studyjny szwedzkiej grupy powermetalowej Dragonland. Został wydany w 2004 roku przez Magick Records.

## Lista utworów
1. As Madness Took Me - 3:58
2. Starfall - 3:20
3. Calling My Name - 4:50
4. In Perfect Harmony - 4:42
5. The Dreamseeker - 5:33
6. The Shores of Our Land - 6:47
7. The Returning - 4:42
8. To the End of the World - 4:41
9. The Book of Shadows Part I: A Story Yet Untold - 3:13
10. The Book of Shadows Part II: The Curse of Qa'a - 2:51
11. The Book of Shadows Part III: The Glendora Outbreak - 4:51

### Bonus edycjijapońskiej
1. Rusty Nail (Cover X JAPAN)
2. Sole Survivor (Cover Helloween)

### Bonus edycjikoreańskiej
1. Rusty Nail (Cover X JAPAN)
2. Illusion

## Wykonawcy
- Jonas Heidgert - śpiew
- Olof Mörck - gitara
- Nicklas Magnusson - gitara
- Christer Pedersen - gitara basowa
- Jesse Lindskog - perkusja
- Elias Holmlid - instrumenty klawiszowe